# Macherio
Macherio là một đô thị ở tỉnh Monza và Brianza, vùng Lombardia của Italia, khoảng 20 km về phía đông bắc của Milano. Tại thời điểm ngày 31 tháng 12 năm 2004, đô thị này có dân số 6.751 và diện tích là 3,2 km².
Đô thịMacherio gồm cácfrazioni (đơn vị cấp dưới, chủ yếu là thôn làng) Bareggia, Pedresse, and Belvedere.
Macherio giáp các đô thị sau:Triuggio, Lesmo, Sovico, Biassono, Lissone.